# Bokor Hill Station
Koordinaten: 10° 37′ N, 104° 2′ O

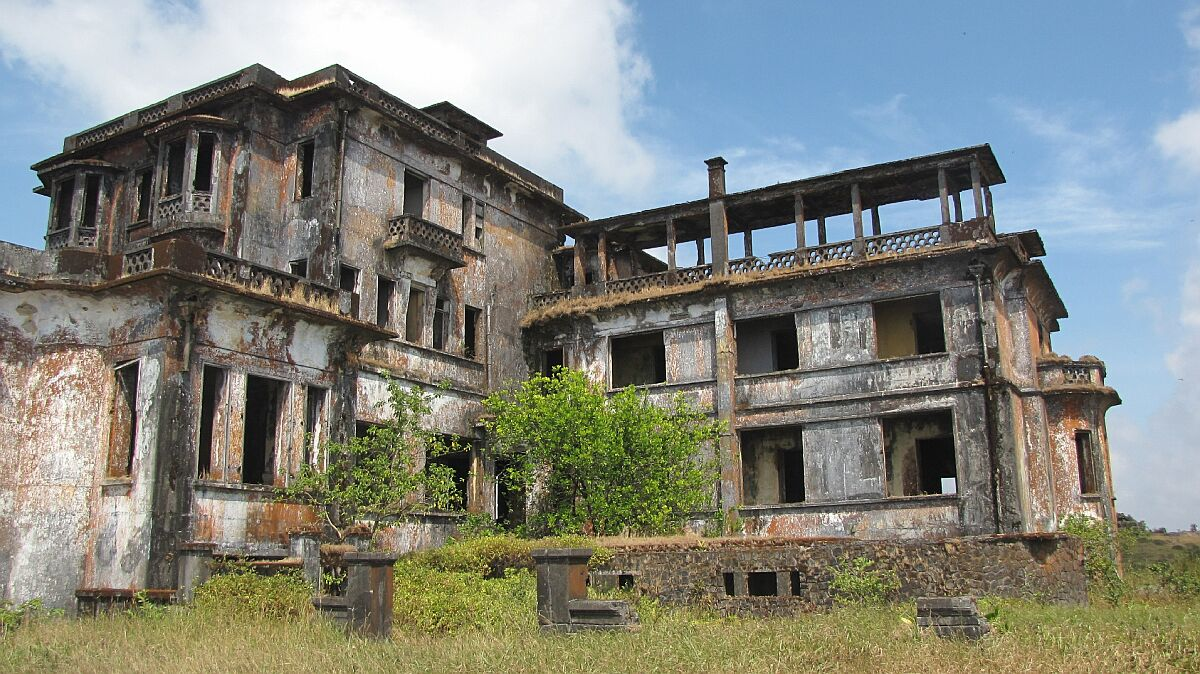
Grand Palace im Dezember 2009

Bokor Hill Station (Khmer កស្ថានីយភ្នំបូកគោ, „Bergstation Bokorhügel“) ist ein verlassener Ort auf dem Berg Phnom Bokor in Kambodscha, der vor allem wegen seiner Aussicht und dem Image als Geisterstadt bei Touristen beliebt ist. Er liegt auf 1081 m Höhe im Preah-Monivong-Nationalpark. Hier wurde unter anderem der Showdown des Films City of Ghosts (2002) gedreht. 2018 wurde das Gebäude vollständig renoviert und wird seither als Hotel geführt.

## Lage und Geografie
Bokor Hill Station liegt auf einem Plateau des Phnom Bokor, ungefähr 20 km Luftlinie nordwestlich der Stadt Kampot. Der Berg ist die höchste Erhebung der Chuŏr Phnum Dâmrei (wörtlich „Elefantenberge“), welche Ableger der Chuor Phnom Krâvanh („Kardamomberge“) sind, und gilt als einer der besten Aussichtsberge Kambodschas. Die Küstenlinie des Golfs von Thailand ist ungefähr 8 km Luftlinie entfernt.
Eine sehr gut ausgebaute Straße führt über 32 km zu den Ruinen.

## Geschichte
Bokor Hill Station wurde zwischen 1921 und 1924 von der französischen Kolonialherrschaft errichtet. Hier fanden die Franzosen ein mildes Klima vor und konnten vor den ungesunden Witterungsbedingungen in Phnom Penh flüchten. Vor allem französische Kolonialoffiziere mit ihren Familien verbrachten hier ihre Freizeit und Urlaube. Neunhundert Bauarbeiter ließen in den neun Monaten des Baus der Anlage auf diesem abgelegenen Berg ihr Leben.
Das Herzstück des Ortes war das große Bokor Palace Hotel & Casino, ergänzt durch Geschäfte, ein Postamt, eine Kirche und einen kleinen Stausee. Etwa 10 km vor Bokor Hill Station gibt es den Black Palace. Hier hatte König Sihanouk einen kleinen Sommerpalast, welcher bereits vor Jahrzehnten verlassen wurde.
Bokor Hill Station wurde erstmals in den späten 1940er Jahren während des ersten Indochina-Kriegs von den Franzosen wegen lokaler Aufstände unter Führung der Khmer Issarak aufgegeben. Nach zwischenzeitlicher Nutzung übernahmen 1972 die Roten Khmer die Gegend. Während der vietnamesischen Invasion im Jahr 1979 verschanzten sich hier für mehr als einen Monat die Roten Khmer. In den früheren 1990er Jahren war Bokor Hill immer noch eine der letzten Hochburgen der Roten Khmer.

## Zustand heute

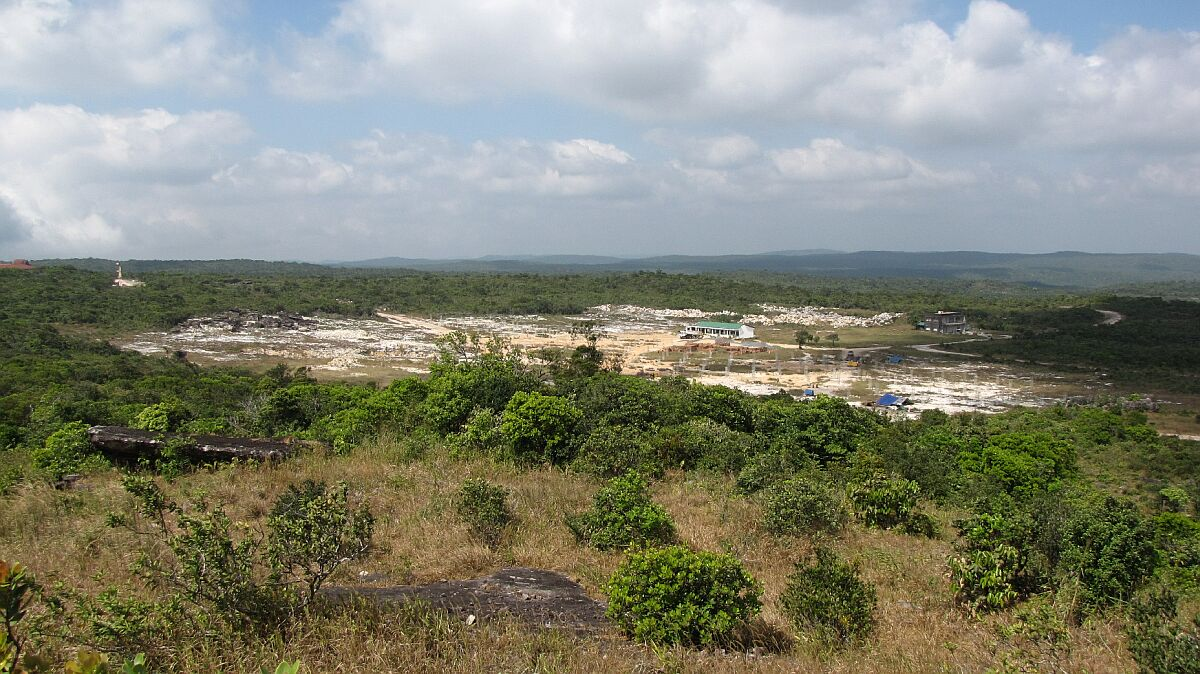
Baustelle im Dezember 2009

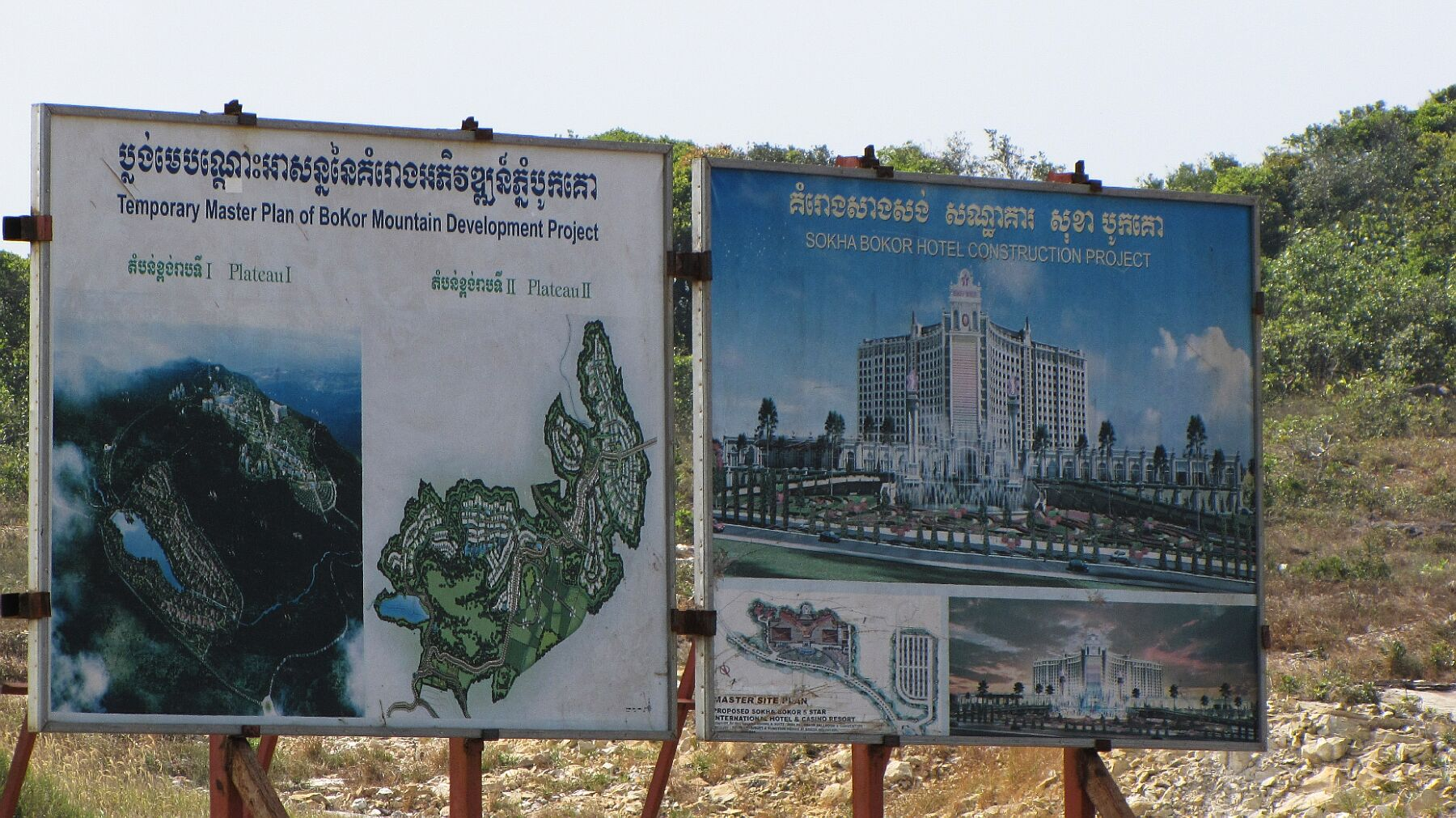
Baustellenschilder (Dezember 2009)

Viele der verlassenen Gebäude sind heute immer noch vorhanden. Auf Grund der strategischen Bedeutung unterhalten kambodschanische Behörden eine Ranger Station. Außerdem gibt es einen kleinen Tempel westlich der Ruinen.
Das Plateau steht im Eigentum der Regierung, wurde im Jahr 2008 jedoch an die Sokimex-Gruppe verpachtet. Der Pachtvertrag läuft über 99 Jahre. Hotels, Restaurants und ein Golfclub sollen entstehen. Ferner ist geplant, das alte Casino zu sanieren. Momentan wird mit großen Eingriffen in die Natur und Landschaft die Straße zum Plateau rekonstruiert und erweitert. Die Kosten sollen 21 Millionen US-Dollar betragen. In den nächsten 15 Jahren soll das gesamte Plateau mit einem Aufwand von 1 Milliarde US-Dollar umgestaltet werden.

## Weblinks

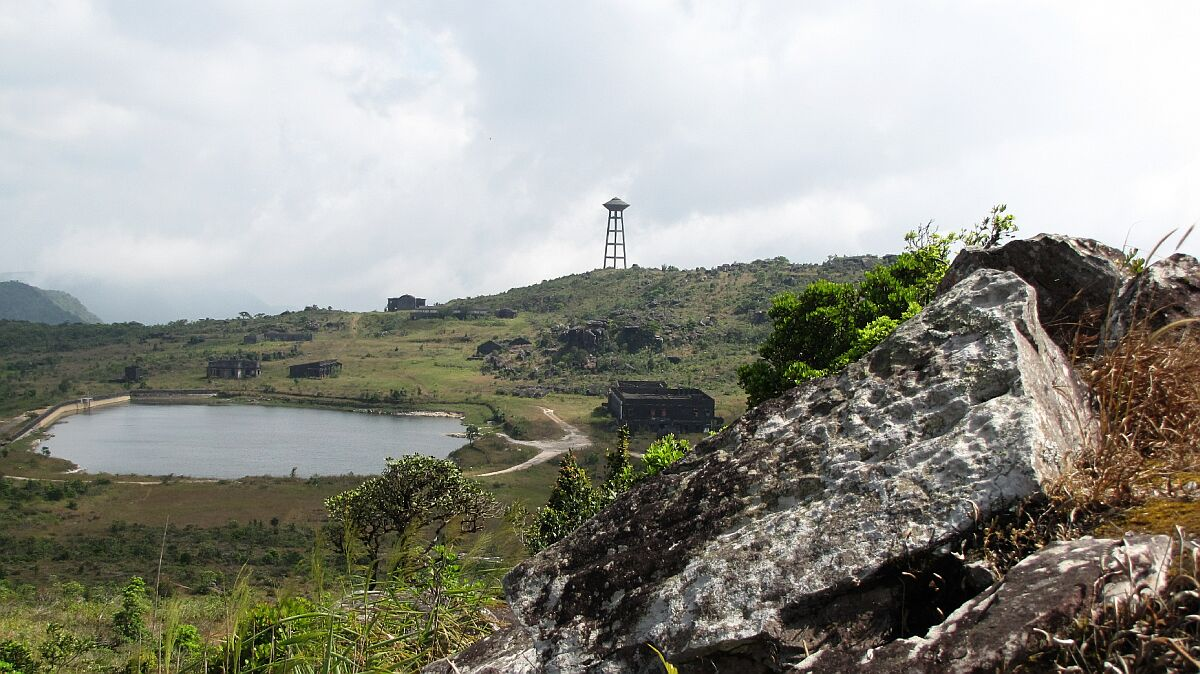
Übersicht Dezember 2009
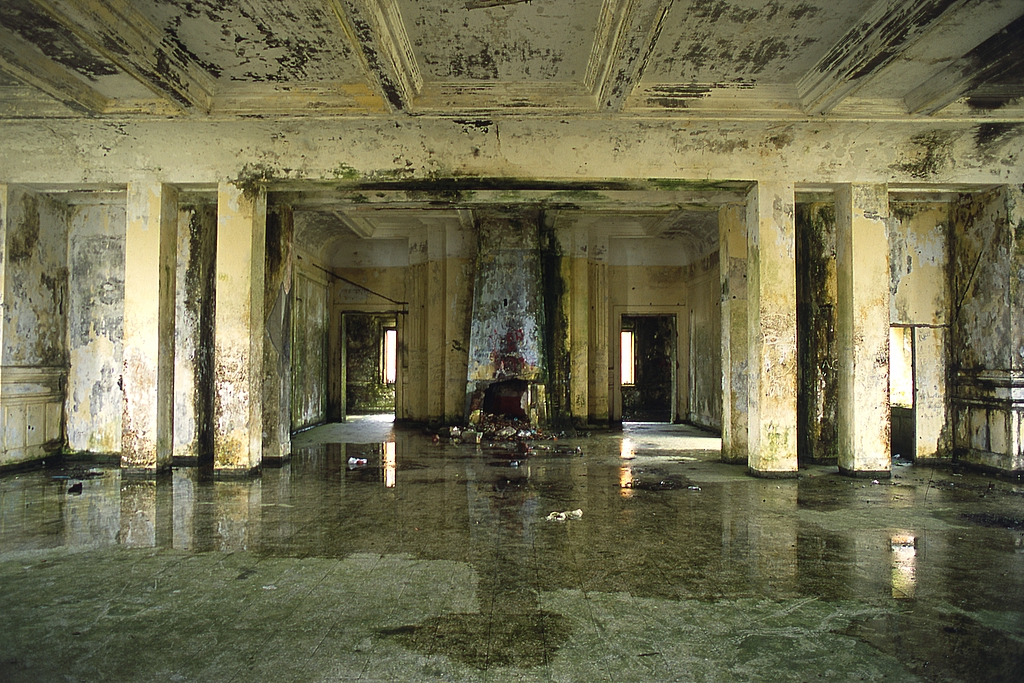
Im Kaminsaal des Grand Palace
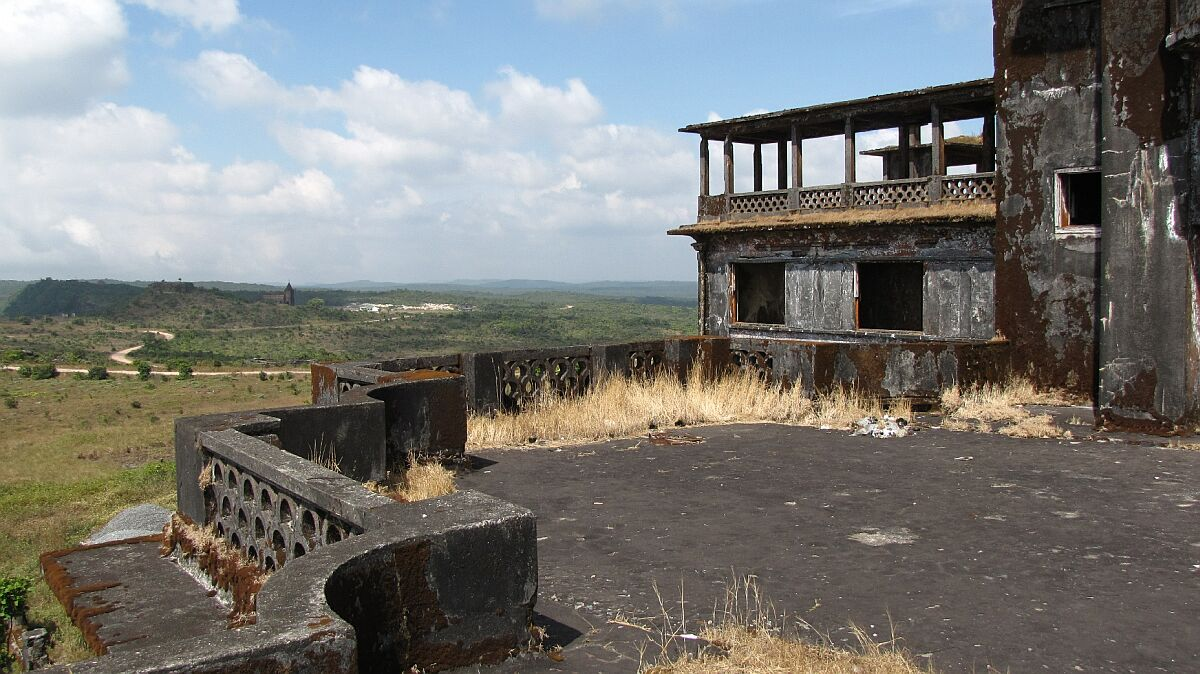
Blick von der Terrasse des Grand Palace
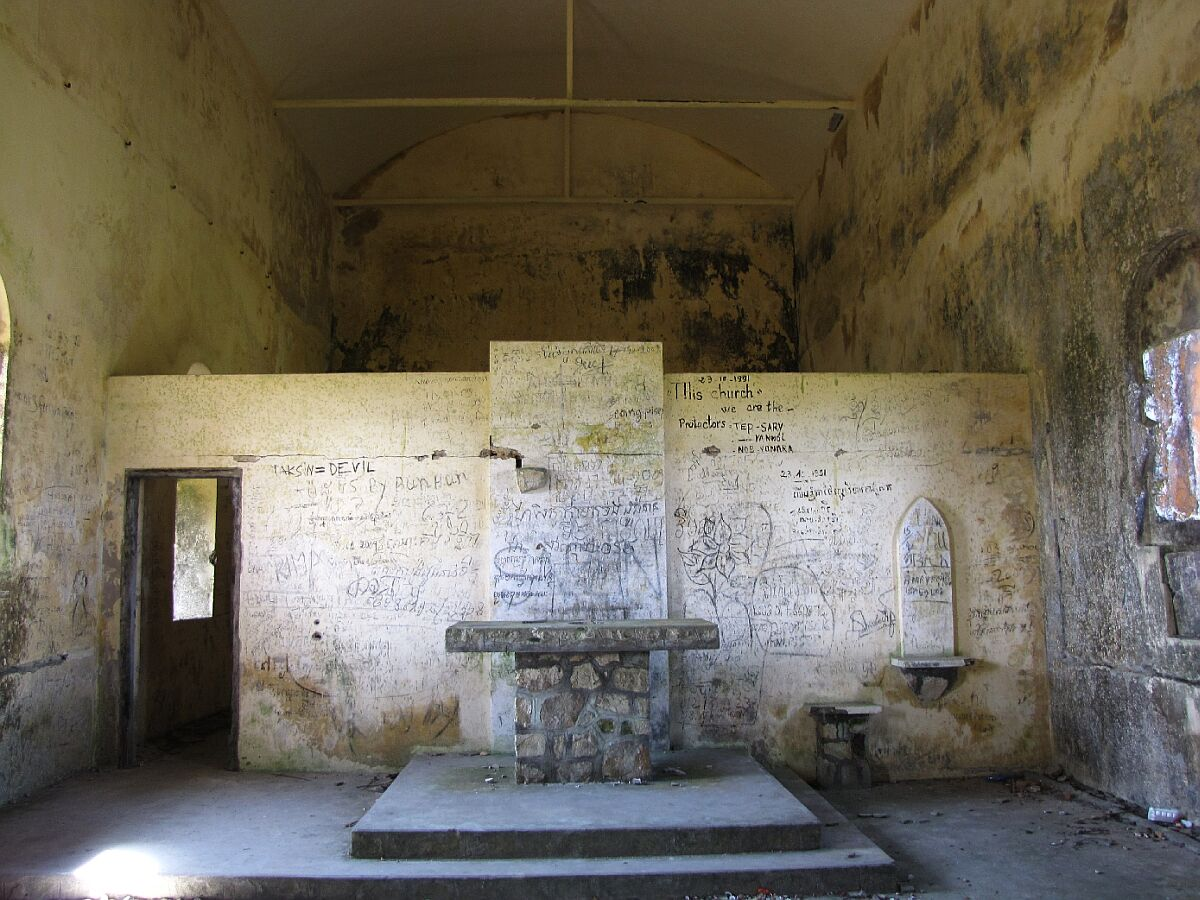
Altarraum der verlassenen Kirche
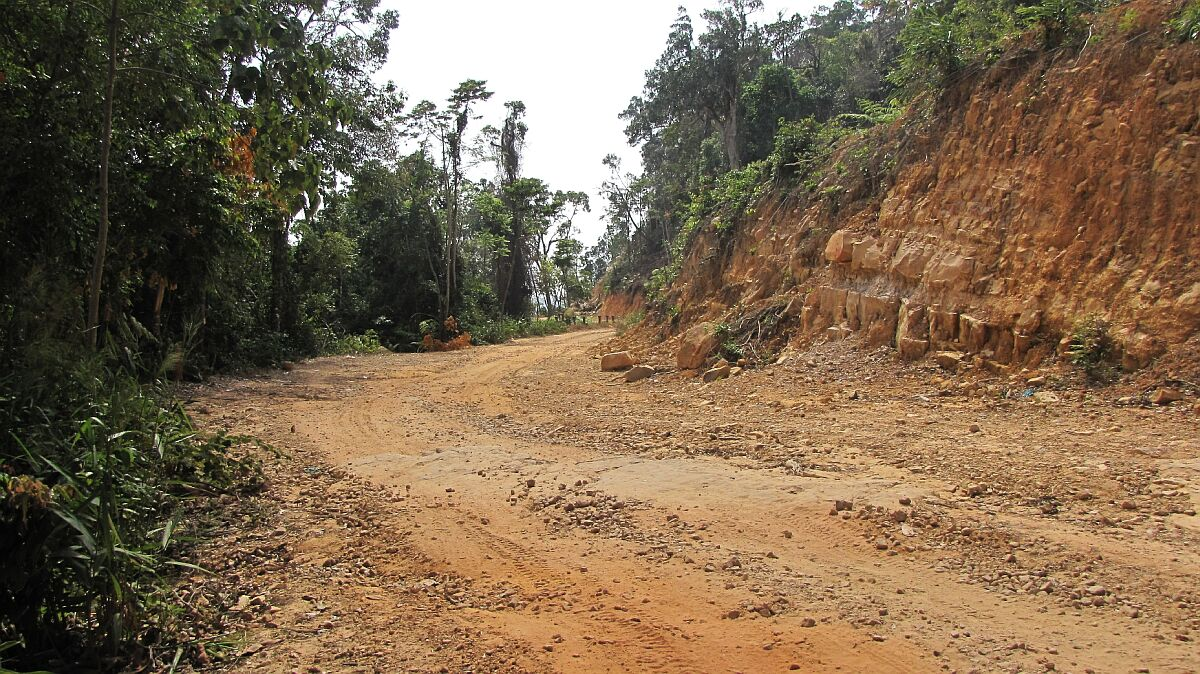
Straße zum Bokor Hill Dezember 2009